# Margretebergsgatan
Margretebergsgatan är en gata i stadsdelarna Slottsskogen och Kungsladugård i Göteborg. Den sträcker sig i väst-östlig riktning mellan Slottsskogsparken i norr och Slottsskogsvallens entrépark i söder. I väster möter den Kungsladugårdsgatan och i öster överbroar den Dag Hammarskjöldsleden (Margretebergsmotet) för att bli Storängsgatan i stadsdelen Änggården.
Gatan fick sitt namn år 1923. År 1914 fick en gata i Änggården namnet Margretebergsgatan efter egendomen Margreteberg, vilken troligen uppkallats efter en tidigare ägares hustru, Margareta Mortensson. Den tidigare Margretebergsgatan namnändrades år 1923 till Änggårdsgatan.
Sedan 1982 har starten av motionsloppet Göteborgsvarvet varit placerad vid Margretebergsgatan.